# Port lotniczy Erywań

Logo portu lotniczego

Port lotniczy Erywań (orm. Զվարթնոց միջազգային օդանավակայան) – międzynarodowy port lotniczy położony 10 km na zachód od centrum Erywania w pobliżu miejscowości Zwartnoc. Jest największym portem lotniczym w Armenii.
W 1985 roku lotnisko zagrało Wyspę Wynalazców w filmie Podróże pana Kleksa.

## Linie lotnicze i połączenia
| Linia Lotnicza          | Kierunek |
| ----------------------- | --- |
| Aegean Airlines         | 1. Ateny Sezonowo: 1. Larnaka 2. Saloniki Sezonowe czartery: 1. Heraklion |
| Aerofłot                | 1. Moskwa-Szeremietiewo 2. Sankt Petersburg 3. Soczi 4. Wołgograd 5. Jekaterynburg Sezonowo: 1. Samara |
| Air Arabia              | 1. Szardża |
| Air Cairo               | 1. Kair 2. Szarm el-Szejk Sezonowo: 1. Hurghada |
| Air France              | 1. Paryż-Charles de Gaullle |
| Air Montenegro          | Sezonowo: 1. Podgorica |
| Air Baltic              | Sezonowo: 1. Ryga |
| Armenia Airways         | 1. Delhi 2. Teheran-Imam Khomeini |
| Armenian Airlines       | 1. Kazań (od 9 sierpnia 2024) 2. Mineralne Wody 3. Moskwa-Szeremietiewo 4. Soczi 5. Ufa 6. Wołgograd (od 6 października 2024) Sezonowo: 1. Batumi |
| ASA Jet                 | 1. Tebriz |
| Austrian Airlines       | 1. Wiedeń |
| Azimuth                 | 1. Kaługa 2. Mineralne Wody 3. Moskwa-Wnukowo 4. Soczi 5. Ufa |
| Belavia                 | 1. Mińsk |
| Brussels Airlines       | 1. Bruksela |
| Bulgaria Air            | Sezonowe czartery: 1. Burgas 2. Warna |
| Caspian Airlines        | 1. Teheran-Imam Khomeini |
| Cham Wing Airlines      | 1. Damaszek |
| China Southern Airlines | 1. Urumczi (od 3 września 2024) |
| Condor                  | Sezonowo: 1. Frankfurt |
| European Air Charter    | Sezonowe czartery: 1. Burgas |
| Eurowings               | 1. Berlin 2. Düsseldorf Sezonowo: 1. Kolonia/Bonn |
| FitsAir                 | Sezonowe czartery: 1. Kolombo 2. Fudżajra 3. Male 4. Szardża |
| Flydubai                | 1. Dubaj |
| FlyEgypt                | Sezonowo: 1. Hurghada 2. Szarm el-Szejk |
| FlyErbil                | Sezonowo: 1. Irbil |
| FlyOne Armenia          | 1. Kiszyniów 2. Dubaj (od 27 października 2024) 3. Düsseldorf 4. Stambuł 5. Larnaka 6. Mediolan-Malpensa 7. Moskwa-Domodiedowo 8. Moskwa-Wnukowo 9. Nicea 10. Paryż-Charles de Gaulle 11. Sankt Petersburg 12. Soczi 13. Tbilisi 14. Tel Awiw Sezonowo: 1. Barcelona 2. Hurghada 3. Mineralne Wody 4. Szarm el-Szejk 5. Tivat |
| Georgian Airways        | 1. Tbilisi |
| Iran Airtour            | 1. Teheran-Imam Khomeini |
| Iran Aseman Airlines    | 1. Teheran-Imam Khomeini |
| Iraqi Airways           | 1. Bagdad |
| LOT                     | 1. Warszawa-Okęcie |
| Lufthansa               | 1. Frankfurt |
| Middle East Airlines    | 1. Bejrut |
| Nouvelair               | Sezonowe czartery: 1. Monastyr |
| Novair                  | 1. Kapan |
| Pegasus Airlines        | 1. Stambuł-Sabiha Gökçen |
| Qatar Airways           | 1. Doha |
| Qeshm Air               | 1. Teheran-Imam Khomeini |
| Red Wings               | 1. Czelabińsk 2. Kazań 3. Mineralne Wody 4. Moskwa-Domodiedowo 5. Moskwa-Żukowskij 6. Niżny Nowogród 7. Samara 8. Soczi 9. Ufa 10. Jekaterynburg |
| Rossija                 | 1. Mineralne Wody 2. Moskwa-Szeremietiewo 3. Sankt Petersburg 4. Samara 5. Soczi 6. Wołgograd |
| S7 Airlines             | 1. Nowosybirsk |
| SCAT Airlines           | 1. Aktau |
| Sepehran Airlines       | 1. Teheran-Imam Khomeini |
| Shirak Avia             | 1. Moskwa-Szeremietiewo 2. Moskwa-Wnukowo 3. Niżny Nowogród 4. Perm 5. Saratów-Gagarin 6. Ufa |
| Sky Express             | 1. Ateny (od 5 listopada 2024) |
| Transavia.com           | 1. Paryż-Orly Sezonowo: 1. Lyon 2. Marsylia |
| UR Airlines             | Sezonowo: 1. Irbil |
| Ural Airlines           | 1. Jekaterynburg 2. Moskwa-Domodiedowo 3. Soczi |
| UTair Aviation          | 1. Moskwa-Wnukowo 2. Sankt Petersburg 3. Soczi 4. Surgut 5. Tiumeń |
| Varesh Airlines         | 1. Teheran-Imam Khomeini |
| Wizz Air                | 1. Abu Zabi 2. Budapeszt 3. Dortmund 4. Larnaka 5. Mediolan-Malpensa 6. Rzym-Fiumicino 7. Sofia 8. Wenecja 9. Wiedeń |